# Lovenella annae
Lovenella annae är en nässeldjursart som först beskrevs av Lendenfeld 1884.  Lovenella annae ingår i släktet Lovenella och familjen Lovenellidae. Inga underarter finns listade i Catalogue of Life.